# Manuel Rasero
Manuel Rasero Ruiz (Higuera la Real, Badajoz, España, 13 de marzo de 1986), más conocido como Lolo Rasero, es un karateka español especializado en Kumite.

## Trayectoria

### Primeros años
Lolo, que es como le llama la mayoría de la gente, comenzó con 8 años en el karate porque era el único deporte que había en su pueblo, gracias a su maestro, José Boza Chaparro, se fue enganchando cada vez más. Los primeros campeonatos a los que asistió los hizo cuándo todavía vivía en Higuera la Real, durante ese tiempo llegó su primera medalla a nivel nacional, concretamente en 2002, se colgó el bronce en la categoría Kumite Juvenil -65kg en el Campeonato de España que se celebró en Alcobendas, un año después repitió medalla en una categoría más en Burgos. Fue en 2004, en Alcobendas también, cuando se proclamó Campeón de España Cadete -65kg, meses después llegó su primer gran éxito a nivel internacional, en Rijeka (Croacia), quedó Campeón de Europa Cadete -65kg. En este último torneo el siempre cuenta que ganó gracias solo al 'Oi tsuki'.

### Como universitario
En 2005 comenzó los estudios universitarios en el Campus de Cáceres, durante su instancia allí ganó un oro por equipos y dos bronces individuales. El oro por equipos se lo colgó en el Trofeo Internacional Ciudad de Queluz (Portugal), y los bronces individuales los consiguió en el Campeonato de España Universitario celebrado en Torremolinos y en el Campeonato de España que se disputó en Alcobendas. En 2006 se trasladó a la Universidad Politécnica de Madrid, donde se graduó en Ciencias de la Actividad Física y del Deporte. Los cuatro años que estuvo en dicha universidad le sirvieron para ganar un total de quince medallas, entre las que destacan el oro que consiguió en el Campeonato del Mundo Universitario que se celebró en Breslavia (Polonia) en 2008; y el primer oro que se colgó como Senior en el Campeonato de España que se disputó en Pinto en 2009.

### Desde 2010 hasta 2021
En 2010, Lolo repitió oro en el Campeonato de España y se colgó la plata que consiguió por equipos en el Campeonato Europeo de Karate que se celebró en Atenas (Grecia), un año después en Oviedo, conseguiría el oro en el Campeonato Internacional 'Príncipe de Asturias'. El 2012 fue un gran año para el karateca extremeño, en el mes de marzo por tercera vez se proclamó Campeón de España Senior en Baracaldo, y en diciembre fue convocado por la selección española de karate para disputar el Campeonato Mundial de Karate que se disputaba ese año en París (Francia). En dicho torneo desgraciadamente solo consiguió ganar un combate. También cabe destacar que fue nombrado Mejor Deportista Extremeño Absoluto Masculino en 2012. A primeros de 2013 consiguió bronce en el Campeonato Internacional de Wasquehal (Francia), en febrero de ese mismo año logró quedar en primera posición, tanto individualmente como por equipos, en la Fase Previa del Campeonato de España que se disputó en Noáin. Un mes después, volvió a quedar Campeón de España en Toledo. En mayo compitió en el Campeonato Europeo de Karate que se celebró en Budapest (Hungría) quedando en una quinta posición tras ganar cuatro combates. Fue en noviembre cuando voló hasta México, donde se colgó el bronce individual y por equipos en el Campeonato Intercontinental de Kárate Do Pentagonal. En 2014, a primeros de enero, compitió en el Karate1 Premier League que se celebraba en París (Francia), en dicha participación solo consiguió ganar un combate. Más adelante, al igual que el año anterior, logró quedar en primera posición, tanto individualmente como por equipos, en la Fase Previa del Campeonato de España que ese año se disputó en Baeza. En marzo en el Campeonato de España, tras dos años consecutivos ganándolo, se colgó la plata en Ciudad Real. En octubre se colgó dos platas más, una en equipo y otra individual, en el Campeonato Internacional 'Príncipe de Asturias'. Un mes después disputó en Bremen (Alemania) el Campeonato Mundial de Karate, quedando en quinta posición tras ganar cuatro combates. Tan solo unos días después consiguió el grado de 'Cinturón Negro 4º Dan' en el Tribunal Nacional de Grados constituido en Cáceres. En enero del 2015 volvió a quedar Campeón de España en Guadalajara, dos meses después se colgó un bronce, con sabor a algo más, en el Campeonato Europeo de Karate que se disputó en Estambul (Turquía), lo que le permitió clasificarse a los Juegos Europeos de Bakú 2015 donde no consiguió subirse al pódium tras ganar un único combate. A finales de octubre, seis años después se volvió a subir al pódium con el bronce en la Copa de España, este año celebrada en Arrecife de Lanzarote . Empezó 2016 para el higuereño, nada más ni nada menos, que en Egipto, en el Karate1 Premier League, quedándose a las puertas de conseguir el bronce. A principios de marzo, como ya es de costumbre, se proclamó Campeón de España en Guadalajara por sexta vez en su carrera. El 16 de abril, la Real Federación de España hizo oficial la lista de seleccionados, entre los que se encontró Lolo, para representar a España en el Campeonato Europeo de Karate Senior que se celebró en Montpellier (Francia), en dicho campeonato cayó eliminado en cuartos 4-3 frente al inglés Jordan Thomas tras ganar dos combates anteriormente, 0-8 al armenio Mher Gyulzadyan y 1-3 al croata Dino Povrzenic, por equipos también quedó eliminado en cuartos 1-3 frente a la Selección de Portugal. Tras siete años sin pisar los tatamis como universitario, a mediados de mayo consiguió su octavo oro en el Campeonato de España Universitario que se disputó en Murcia, pero esta vez lo hizo como miembro de la Universidad Católica San Antonio, siendo esta primera en el medallero de kárate de esa edición. A mediados de enero de 2017 ganó la 1.ª jornada de la Liga Nacional de Karate, la sede de esta primera edición del torneo fue en Quintanar de la Orden. El 6 de abril de 2017 hace pública su renuncia a la selección española de Karate. Al igual que el año pasado, en mayo, consigue subirse a lo alto del cajón en el Campeonato de España Universitario. Es en octubre cuando gana la 2.ª jornada de la Liga Nacional de Karate disputado en Ávila. A finales de marzo de 2018, tras el tropiezo del año pasado en el Campeonato de España, logra conseguir el bronce en Tomares. Quince días después, en Baeza, consigue el oro en el Campeonato de España Universitario por décima vez en su trayectoria. Cerraría el 2018 consiguiendo la plata en la 1.ª jornada de la Liga Nacional de Karate, tras caer derrotado en la final con el torroxeño, Ángel Medina Cisneros. En 2019 llegó el final de su etapa competitiva en los tatamis, lo hizo a lo grande, colgándose el bronce en Leganés, su décimo metal en un Campeonato de España Senior. Y puso la guinda final en San Juan de Alicante, consiguiendo el bronce en el Campeonato de España Universitario. 
El 5 de mayo dijo: "Un deportista no se define por las medallas que ganó, sino por el camino que tuvo que recorrer para poder conseguirlas... camino que se acaba hoy y, como no podía ser de otra manera, feliz de haberlo recorrido". El 30 de mayo de 2021 reapareció en los tatamis para cumplir su ilusión de represetar a su gimnasio, la AD Oaki, en el Campeonato de España de Clubs.

## Medallero

### Nacional
| Campeonato                         | Medalla | Lugar                 | Categoría             | Año  |
| ---------------------------------- | ------- | --------------------- | --------------------- | ---- |
| Campeonato de España               |         | Alcobendas            | Kumite Juvenil -65 kg | 2002 |
| Campeonato de España               |         | Burgos                | Kumite Cadete -65 kg  | 2003 |
| Campeonato de España               |         | Alcobendas            | Kumite Cadete -65 kg  | 2004 |
| Campeonato de España               |         | Alcobendas            | Kumite Junior -65 kg  | 2005 |
| Campeonato de España Universitario |         | Torremolinos          | Kumite -65 kg         | 2005 |
| Campeonato de España               |         | Ávila                 | Kumite Junior -65 kg  | 2006 |
| Campeonato de España Universitario |         | Alcalá de Henares     | Kumite -60 kg         | 2006 |
| Campeonato de España Universitario |         | Alcalá de Henares     | Kumite Open           | 2006 |
| Campeonato de España Universitario |         | Madrid                | Kumite -65 kg         | 2007 |
| Campeonato de España Universitario |         | Madrid                | Kumite Open           | 2007 |
| Campeonato de España               |         | Valladolid            | Kumite Senior -65 kg  | 2008 |
| Campeonato de España Universitario |         | Madrid                | Kumite -65 kg         | 2008 |
| Campeonato de España Universitario |         | Madrid                | Kumite Open           | 2008 |
| Campeonato de España               |         | Pinto                 | Kumite Senior -67 kg  | 2009 |
| Campeonato de España Universitario |         | Alicante              | Kumite -65 kg         | 2009 |
| Copa de España                     |         | Tenerife              | Kumite                | 2009 |
| Campeonato de España               |         | Salou                 | Kumite Senior -67 kg  | 2010 |
| Campeonato de España               |         | Baracaldo             | Kumite Senior -67 kg  | 2012 |
| Campeonato de España               |         | Toledo                | Kumite Senior -67 kg  | 2013 |
| Campeonato de España               |         | Ciudad Real           | Kumite Senior -67 kg  | 2014 |
| Campeonato de España               |         | Guadalajara           | Kumite Senior -67 kg  | 2015 |
| Copa de España                     |         | Arrecife de Lanzarote | Kumite                | 2015 |
| Campeonato de España               |         | Guadalajara           | Kumite Senior -67 kg  | 2016 |
| Campeonato de España Universitario |         | Murcia                | Kumite -67 kg         | 2016 |
| Campeonato de España Universitario |         | Murcia                | Kumite -67 kg         | 2017 |
| Campeonato de España               |         | Tomares               | Kumite Senior -67 kg  | 2018 |
| Campeonato de España Universitario |         | Baeza                 | Kumite -67 kg         | 2018 |
| Campeonato de España               |         | Leganés               | Kumite Senior -67 kg  | 2019 |
| Campeonato de España Universitario |         | San Juan de Alicante  | Kumite -67 kg         | 2019 |

### Internacional
| Campeonato                         | Medalla | Lugar               | Categoría            | Año  |
| ---------------------------------- | ------- | ------------------- | -------------------- | ---- |
| Campeonato de Europa               |         | Rijeka (Croacia)    | Kumite Cadete -65 kg | 2004 |
| Trofeo Internac. Cidade de Queluz  |         | Queluz (Portugal)   | Kumite Equipo        | 2005 |
| Campeonato de Europa               |         | Esmirna (Turquía)   | Kumite Equipo        | 2007 |
| Campeonato del Mundo Universitario |         | Breslavia (Polonia) | Kumite -65 kg        | 2008 |
| Campeonato de Europa Universitario |         | Córdoba (España)    | Kumite Equipo        | 2009 |
| Campeonato de Europa Universitario |         | Córdoba (España)    | Kumite -65 kg        | 2009 |
| Campeonato Europeo de Karate       |         | Atenas (Grecia)     | Kumite Equipo        | 2010 |
| Cto. Internac. 'Príncipe Asturias' |         | Oviedo (España)     | Kumite -67 kg        | 2011 |
| Cto. Internac. de Wasquehal        |         | Wasquehal (Francia) | Kumite -68 kg        | 2013 |
| Cto. Intercon. Do Pentagonal       |         | Los Cabos (México)  | Kumite -68 kg        | 2013 |
| Cto. Intercon. Do Pentagonal       |         | Los Cabos (México)  | Kumite Equipo        | 2013 |
| Cto. Internac. 'Príncipe Asturias' |         | Oviedo (España)     | Kumite -67 kg        | 2014 |
| Cto. Internac. 'Príncipe Asturias' |         | Oviedo (España)     | Kumite Equipo        | 2014 |
| Campeonato Europeo de Karate       |         | Estambul (Turquía)  | Kumite -67 kg        | 2015 |